# 海部陽介
海部 陽介（かいふ ようすけ、1969年 - ）は、日本の人類進化学者。東京大学総合研究博物館教授。約200万年にわたるアジアの人類進化史などを研究。前職の国立科学博物館で「3万年前の航海 徹底再現プロジェクト」を実施した。博士（理学）。第9回（平成24年度）日本学術振興会賞などを受賞。その研究は書籍やウェブメディア等でも広く紹介されている。

## 経歴と業績
アジアの原人：1992年より大学院生として、アフリカの猿人化石研究で世界的に知られる諏訪元に師事。1994年に馬場悠男による日本・インドネシア合同のジャワ原人調査隊に参加し、馬場の引退後はその調査隊を引き継ぎ、さらに視野を広げるかたちで、アジアの原人化石について発掘調査と形態学的研究を続けている。
ジャワ原人に関しては、1980年代までに発見されていた相当数の化石資料について、はじめて網羅的な形態解析を行い、その独特な進化の大筋を明らかにした。身長１メートルに矮小化していたことが発覚して専門家を驚かせたフローレス原人（ホモ・フロレシエンシス）については、これを発見したインドネシア・オーストラリアのチームに招待され、2007年以降にその化石研究に携わっている。頭骨と歯について詳細な形態分析を実施したほか、2014年に発見されたその祖先らしき化石の形態解析を担当してネイチャー誌に報告し、フローレス原人は大型のジャワ原人の仲間が矮小進化したとの説の論陣を張っている。台湾海峡の海底から発見された澎湖人（台湾の原人）についても日台合同調査を主導し、その独自性を明らかにした。
こうして、かつてアジアに多様な原人のグループが存在していたことなどを解明した功績が評価され、2012年に日本学術振興会賞を受賞している。野外と室内におけるその研究の様子は、川端裕人の著書やWebナショジオでも紹介されている。
アジア人類史：大学院時代に、恩師の１人である赤澤威が主導した大型研究プロジェクトに触発され、化石形態学・遺伝学・考古学などを統合した、総合的なアジア人類史の構築に興味を持つようになった。2005年に、当時の日本国内ではまだ主流でなかった「ホモ・サピエンスのアフリカ起源説」に注目し、その文脈の中で世界と日本の人類史を結びつける新しい切り口の著書を出版した。2011年には、出穂雅実・小野昭・佐藤宏之・Ted Goebelとともに国際シンポジウム「The Emergence and Diversity of Modern Human Behavior in Paleolithic Asia」（主催：国立科学博物館・日本旧石器学会）を開催し、それまで注目度の低かったアジアにおけるホモ・サピエンス史の研究推進に大きく貢献した。
日本人の起源と変遷：縄文時代～近現代に至る顎骨と歯列形態の変遷について研究し、過去5000年間に生じた顎骨の縮小・歯列不正の増加・かみ合わせ形式の劇的な変化が、従来の想定に反して退化現象とは呼べないことを示すとともに、それを進化医学の観点と結びつける先駆的検討を行なった。その成果は、歯科学においても注目されている。旧石器時代の最初の日本列島人の渡来についての研究や論考も多く、例えば沖縄で発見された約２万年前の港川人の再研究や、従来の定説に反して彼らは陸路ではなく海を越えて列島に渡ってきたことを示した論文などがある。
3万年前の航海 徹底再現プロジェクト：最初の日本列島人が成し遂げた航海を学術的に推定し、その一部を実験航海によって再現することにより、彼らがどのような困難に直面し、それをどうやって乗り越えたかを体験的に探ろうとする、日台共同プロジェクト（主催：国立科学博物館・共催：国立台湾史前文化博物館）。代表として、事務局マネージャーの三浦くみのとともに、企画と運営に当たった。当時の舟は遺跡から未発見で不明であるため、候補と考えられる草・竹・木の舟をそれぞれ試作して海上実験を行ない、当時の航海技術を検討した。プロジェクトは2013年に始まり、2016年に正式に発足した。実験を重ねた末、2019年7に月に手漕ぎの丸木舟で台湾から与那国島へ渡る実験航海を決行し、成功した。これは研究者と冒険家が共同し、クラウドファンディング等により民間から直接・間接の協力を得つつ、経過と成果を広く公開するオープンサイエンスの試行としても注目された。
クラウドファンディング：2016年2～4月に国立科学博物館が実施した「3万年前の航海 徹底再現プロジェクト」のクラウドファンディングを、プロジェクト代表としてリードした。これは日本の国立の博物館としてはじめての試みで、その成功は、クラウドファンディングが公的機関の新たな研究資金獲得法として注目される契機ともなった。2018年には２回目のクラウドファンディングを成功させ、獲得資金は合計で59,782,000円にのぼった。

## 略歴
- 1987年　桐朋高等学校卒業[28]
- 1992年　東京大学理学部生物学科人類学教室卒業
- 1994年　東京大学大学院理学系研究科修士課程（人類学専攻）修了、日本学術振興会特別研究員
- 1995年　東京大学大学院理学系研究科博士課程（人類学専攻）中退、国立科学博物館人類研究部研究員
- 2007年　東京大学大学院理学系研究科生物科学専攻准教授（併任）
- 2008年　国立科学博物館人類研究部研究主幹
- 2010年　自然史学会連合事務局幹事（2015年まで）
- 2013年　Science Committee Member, Musée d’Anthropologie Préhistorique, Monaco
- 2015年　国立科学博物館人類研究部人類史研究グループ長
- 2016年　国立科学博物館「3万年前の航海 徹底再現プロジェクト」代表
- 2020年　東京大学総合研究博物館教授

## 親族
父は天文学者の海部宣男。生態学者の海部健三は弟。

## 受賞
- 2023年　日本人類学会賞[30]
- 2021年　海洋立国推進功労者表彰[31]
- 2020年　日本航海学会功績賞
- 2019年　山縣勝見賞特別賞
- 2016年　古代歴史文化賞優秀作品賞
- 2016年　モンベル・チャレンジアワード
- 2012年　第９回（平成24年度）日本学術振興会賞

## 展示監修
- インターメディアテク特別展『海の人類史 – パイオニアたちの100万年』（2024）：旧石器・縄文時代および現代の、人類による海への挑戦をテーマにした特別展。
- 東京大学総合研究博物館特別展『骨が語る人の「生と死」　日本列島一万年の記録より 』（2023-2024）：遺跡から発掘される骨からわかる、祖先たちの知られざる素顔を探った展示。
- 国立科学博物館特別展『世界遺産 ラスコー展』（2016-2017）：フランスで企画された世界巡回展に、クロマニョン人が製作した美術品の傑作等、日本限定の要素を追加して企画した特別展。当時の人気テレビドラマ「逃げるは恥だが役に立つ」のロケ地ともなった。
- 国立科学博物館シアター36○『人類の旅』（2013）：同博物館が製作した全球シアターのコンテンツの1つで、440万年前のラミダス猿人の群れや、ホモ・サピエンスの世界拡散などの様子を描いた。全編CG。
- 国立科学博物館常設展『人類の進化』（2004、2010）：ホモ・サピエンスの世界拡散史を床に描いた世界地図上をたどる、世界で初めてのスタイルを採用した。

## 著書
- 『人間らしさとは何か　生きる意味をさぐる人類学講義』（河出新書、2022）
- 『サピエンス日本上陸　3万年前の大航海 』（講談社、2020）
- 『日本人はどこから来たのか？』（文藝春秋、2016 / 文春文庫、2019） - 古代歴史文化賞
- 『人類がたどってきた道』（日本放送出版協会〈NHKブックス〉、2005）

### 共編著・監修
- 『我々はなぜ我々だけなのか－アジアから消えた多様な人類たち』（川端裕人著、講談社、2017） - 科学ジャーナリスト賞 / 講談社科学出版賞
- 『Lexicon現代人類学』（奥野克己・石倉敏明編、以文社、2017）
- 『理科好きな子に育つふしぎのお話365』（自然史学会連合編、誠文堂新光社、2015）
- 『人類の移動誌』（印東道子編、臨川出版、2013）
- 『人類大移動：アフリカからイースター島へ』（印東道子編、朝日新聞出版、2012）
- 『歯科に役立つ人類学』（金澤英作・葛西一貴編、わかば出版、2010）
- 『絵でわかる人類の進化』（斎藤成也編、講談社、2009）

### 辞典（人類進化関連項目）
- 『広辞苑 第7版』（岩波書店、2018）
- 『岩波生物学辞典』（岩波書店、2013）
- 『進化学辞典』（共立出版、2012）
- 『生物学辞典』（東京化学同人、2010）
- 『エンカルタ大百科事典』（マイクロソフト、2002 - 2006）

## 番組出演

### テレビ
- 幻の骨　〜日本人のルーツを探る〜（2025年6月3日、NHK）[32]
- ヒューマニエンス　４０億年のたくらみ　「“グレートジャーニー”　ヒトらしさの進化の足跡」（2024年3月19日　NHKBS1）
- 謎解き！ヒミツの至宝さん「縄文丸木舟」（2023年8月6日　NHKBS8K）
- Style2030　賢者が映す未来「海部陽介（人類進化学者）」（2022年6月19日　BS-TBS）
- チコちゃんに叱られる!「なぜ人は旅に出る」（2022年3月12日　NHKテレビ）
- アナザーストーリーズ　運命の分岐点「偽りの“神の手”　旧石器発掘ねつ造事件」（2020年9月15日　NHKBS1）
- 日曜美術館　蔵出し！西洋絵画傑作15選1 （2020年7月5日　NHK Eテレ）
- ＮＨＫスペシャル「ホットスポット最後の楽園　進化の魔法 息づく島々～東南アジア ウォーレシア～」（2020年3月29日　NHKテレビ）
- BS1スペシャル「日本人はどこから来たのか ～３万年前の航海 全記録～」（2019年11月4日　NHK BS1）
- NMBとまなぶくん「進化した人類！ホモ・サピエンスの謎」（2019年10月11日　関西テレビ）
- 「３万年の記憶」（2019年10月5日　NHK BS4K）
- マル激トーク・オン・ディマンド 第943回「御代替わりに考える日本人とは何なのか」（2019年5月4日　VIDEO NEWS）
- NHKスペシャル人類誕生　第３集「ホモ・サピエンスついに日本へ！」（2018年7月15日　NHKテレビ）
- SWITCHインタビュー 達人達（たち）「満島ひかり×海部陽介」（2017年7月15日　NHK　Eテレ）
- 年末報道特別番組「日本人はどこから来たのか？」“実験航海”３万年前を徹底再現（2016年12月28日　テレビ東京ほか）
- 報道ライブＩＮｓｉｄｅＯＵＴ「寺島実郎の未来先見塾・時代認識の副読本」（2016年10月7日　BS11）
- クローズアップ現代「古代ミステリー 日本人はどこから来た ～徹底再現！太古の大航海～」（2016年7月26日　NHKテレビ）
- おはよう日本（2016年7月5日 NHKテレビ）
- 3万年前の高度な航海技術…実証実験へ（2016年5月24日　ホウドウキョク）
- 報道ライブＩＮｓｉｄｅＯＵＴ　寺島実郎の未来先見塾・時代認識の副読本（2016年5月13日　BS11）
- サイエンスZERO「特報！ 旧石器時代の人骨 大量発掘」（2013年11月17日　NHK Eテレ）

### ラジオ
- FUTURESCAPE（2020年2月15日　FMヨコハマ）
- 荻上チキ・Session-22（2020年2月14日　TBSラジオ）
- いのちの森　voice of forest（2020年1月5日・1月12日・1月19日・1月26日　TOKYOFM）
- GOOD NEIGHBORS（2019年12月24日　J-WAVE）
- 大野勢太郎の楽園ラジオ（2019年9月7日　NACK5）
- ザ・フリントストーン（2019年8月31日　ベイエフエム）
- 武内陶子のごごラジ！（2019年8月29日　NHKラジオ第1）
- Nらじ（2019年7月19日　NHKラジオ第１）
- Nらじ（2019年6月17日　NHKラジオ第１）
- 荻上チキ・Session-22（2019年5月6日　TBSラジオ）
- 荻上チキ・Session-22（2018年8月22日　TBSラジオ）
- ザ・フリントストーン（2018年7月14日　ベイエフエム）
- いのちの森　voice of forest（2018年7月22日・7月25日・8月5日　TOKYOFM）
- Nらじ（2018年7月17日　NHKラジオ第１）
- クロノス（2018年7月17日　TOKYOFM）
- 荻上チキ・Session-22（2017年1月19　TBSラジオ）
- 夢★夢Engine!（2016年11月5日　TBSラジオ）
- ザ・フリントストーン（2016年10月1日　ベイエフエム）
- ラジオ深夜便・歴史に親しむ「祖先は海を渡ってきた」（2016年9月22日　NHKラジオ第１）
- 荻上チキ・Session-22（2016年8月25日　TBSラジオ）
- 先読み！夕方ニュース（2016年7月27日　NHKラジオ第１）
- 著者に聞きたい本のツボ「日本人はどこから来たのか？」（2016年7月24日　NHKラジオ第１）
- 夢★夢Engine!（2016年3月19日・26日　TBSラジオ）
- ザ・フリントストーン（2016年3月19日　ベイエフエム）